# Séparation (mathématiques)
Pour les articles homonymes, voir Séparation.
 (août 2023).
En topologie et en géométrie, la séparation est une propriété caractérisant la possibilité de séparer de manière convenable deux parties disjointes données d'un espace topologique. La manière de séparer ces parties dépend des propriétés de cet espace et du choix des parties qu'on souhaite séparer. La séparation peut être invoquée pour obtenir un meilleur contrôle sur les objets manipulés (fonctions, sections, ...).

## Axiomes de séparation en topologie
- Un espace topologique X est semi-séparé lorsque pour tous points x et y, il existe un ouvert U contenant x et ne contenant pas y.
- X est dit séparé lorsque pour tous points distincts x et y il existe des ouverts disjoints U et V contenant respectivement x et y.
- X est dit régulier lorsque pour tout fermé F et pour tout point x n'appartenant pas à F, il existe des ouverts disjoints U et V contenant respectivement x et F.
- X est dit normal lorsque pour toutes parties fermées disjointes F et G de X, il existe des ouverts disjoints U et V contenant respectivement F et G.

## Séparation des parties compactes
Dans un espace topologique séparé X, deux parties compactes disjointes A et B peuvent être séparées par deux ouverts disjoints. En particulier, comme toute partie fermée d'un espace compact est compacte, tout espace compact est normal.
Pour toutes parties compactes A et B d'un espace topologique séparé X, il existe deux ouverts disjoints U et V contenant respectivement A et B.
Cette propriété connait de nombreuses applications.

## Séparation fonctionnelle des points
Un ensemble A d'applications définies sur X à valeurs dans un ensemble Y sépare les points de X lorsque pour tous points x et y de X il existe une application f dans A telle que f(x) et f(y) sont distincts.
Cette notion de séparation apparait notamment dans les hypothèses du théorème de Weierstrass.